# Janus Kamban
Janus Kamban nacido el 10 de septiembre de 1913 en Tórshavn y fallecido el 2 de mayo de 2009 en la misma ciudad, fue un escultor y diseñador gráfico danés, de Islas Feroe.

## Obras

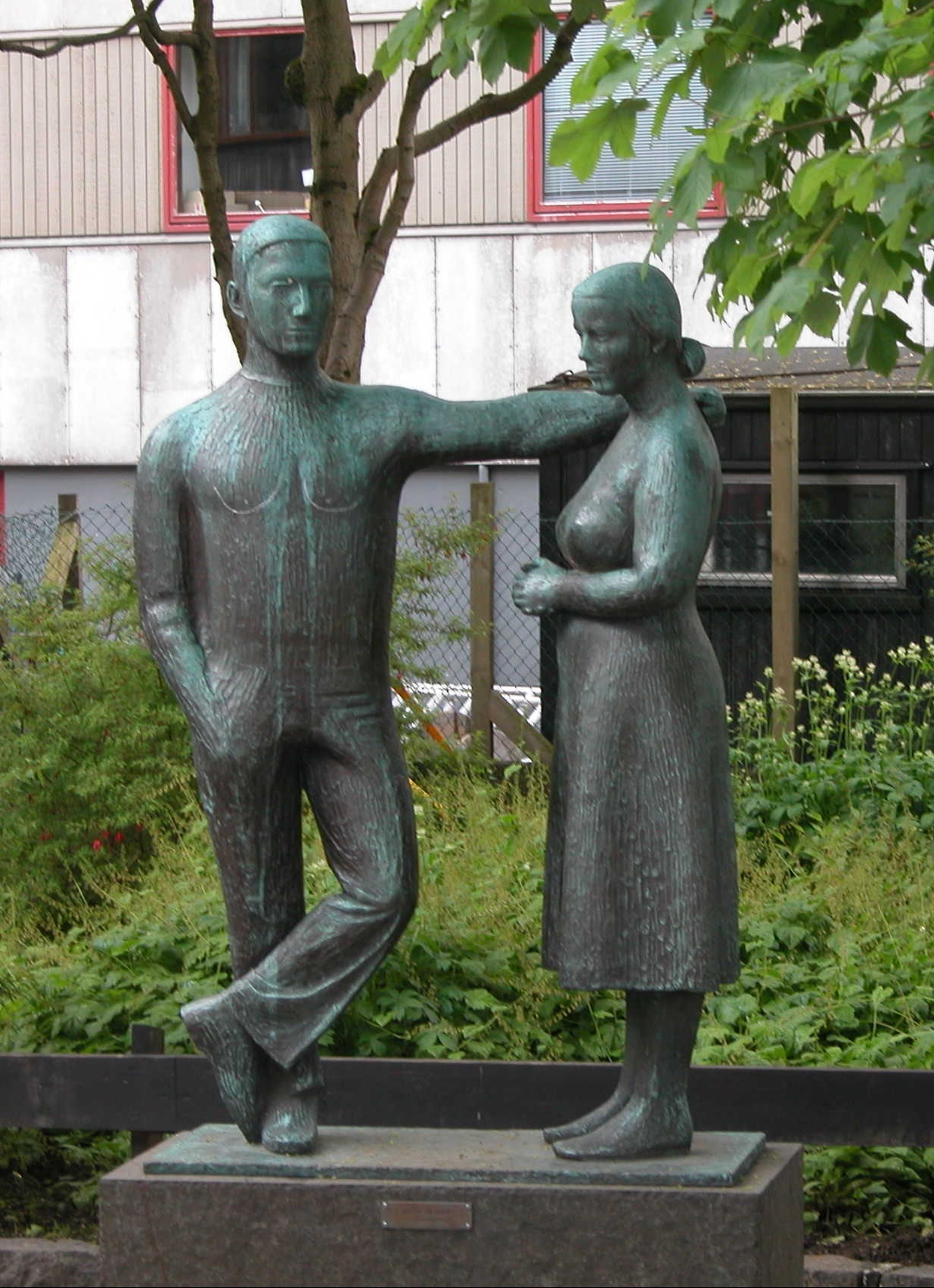
Hombre y mujer
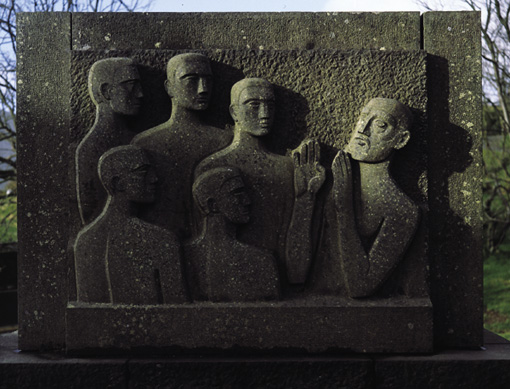
Monumento a Venceslaus Ulricus Hammershaimb